# Розсішківська сільська рада
Розсі́шківська сільська́ ра́да — адміністративно-територіальна одиниця та орган місцевого самоврядування у Христинівському районі Черкаської області. Адміністративний центр — село Розсішки.

## Загальні відомості
- Населення ради: 1 785 осіб (станом на 2001 рік)

## Населені пункти
Сільській раді були підпорядковані населені пункти:
- с. Розсішки
- с. Веселівка

## Склад ради
Рада складалась з 16 депутатів та голови.
- Голова ради: Паламарчук Галина Миколаївна

### Керівний склад попередніх скликань
| Прізвище, ім'я, по батькові  | Основні відомості                                                             | Дата обрання | Дата звільнення |
| ---------------------------- | ----------------------------------------------------------------------------- | ------------ | --------------- |
| Мудик Людмила Григорівна     | Сільський голова, 1951 року народження                                        | 26.03.2006   | 31.10.2010      |
| Паламарчук Галина Миколаївна | Сільський голова, 1965 року народження, освіта незакінчена вища, позапартійна | 31.10.2010   |                 |

Примітка: таблиця складена за даними сайту Верховної Ради України

### Депутати
За результатами місцевих виборів 2010 року депутатами ради стали:

#### За суб'єктами висування
| Суб'єкт висування                                       | Кількість обраних депутатів | %    |
| ------------------------------------------------------- | --------------------------- | ---- |
| Соціалістична партія України                            | 7                           | 43,8 |
| Комуністична партія України                             | 6                           | 37,5 |
| Політична партія Всеукраїнське об'єднання «Батьківщина» | 2                           | 12,5 |
| Самовисування                                           | 1                           | 6,3  |

#### За округами
| № округу                                                | Прізвище, ім'я, по батькові     | Дата визнання обраним | Освіта             | Партійна приналежність             | Відомості про обраного депутата                      |
| ------------------------------------------------------- | ------------------------------- | --------------------- | ------------------ | ---------------------------------- | ---------------------------------------------------- |
| Комуністична партія України                             |                                 |                       |                    |                                    |                                                      |
| 1                                                       | Коханівська Людмила Григорівна  | 05.11.2010            | вища               | член Комуністичної партії України  | СТОВ «Розсішське», бух гал-тер                       |
| 2                                                       | Свистільник Світлана Григорівна | 05.11.2010            | вища               | позапартійна                       | СТОВ «Розсішське», бухгалтер                         |
| 6                                                       | Зубко Володимир Васильович      | 05.11.2010            | середня спеціальна | позапартійний                      | СТОВ «Розсішське», бригадир                          |
| 7                                                       | Черчук Микола Харитонович       | 05.11.2010            | середня            | позапартійний                      | СТОВ «Розсішське», електро-зварювальник              |
| 8                                                       | Сивак Ганна Петрівна            | 15.11.2010            | вища               | позапартійна                       | СТОВ «Розсішки», секретар                            |
| 9                                                       | Кузьменко Михайло Олександрович | 05.11.2010            | середня спеціальна | позапартійний                      | СТОВ «Розсішське», механізатор                       |
| Політична партія Всеукраїнське об'єднання «Батьківщина» |                                 |                       |                    |                                    |                                                      |
| 13                                                      | Шагай Олена Павлівна            | 05.11.2010            | вища               | позапартійна                       | ТОВ"Агроскон Україна", менед жер-логіст              |
| 16                                                      | Безпалько Валентина Михайлівна  | 05.11.2010            | вища               | позапартійна                       | Веселівська загальноосвітня школа                    |
| Соціалістична партія України                            |                                 |                       |                    |                                    |                                                      |
| 3                                                       | Федоренко Людмила Вікторівна    | 05.11.2010            | середня спеціальна | позапартійна                       | фельдшерсько-акушерський пункт с. Розсішки, зав. ФАП |
| 4                                                       | Швайка Надія Василівна          | 05.11.2010            | вища               | позапартійна                       | приватний підприємець, директор                      |
| 5                                                       | Руденко Світлана Василівна      | 05.11.2010            | середня спеціальна | член Соціалістичної партії України | Дитячий садок с. Розсішки, медсестра                 |
| 10                                                      | Піддубняк Сергій Михайлович     | 05.11.2010            | середня спеціальна | член Соціалістичної партії України | СТОВ «Розсішське», дояр                              |
| 11                                                      | Марченко Лариса Петрівна        | 05.11.2010            | вища               | позапартійна                       | Дитячий садок с. Розсішки, зав. Дитсадком            |
| 12                                                      | Коннова Любов Василівна         | 05.11.2010            | вища               | член Соціалістичної партії України | Розсішківська, вчитель                               |
| 14                                                      | Марченко Людмила Михайлівна     | 05.11.2010            | середня спеціальна | член Соціалістичної партії України | Веселівська загальноосвітня школа, кухар             |
| Самовисування                                           |                                 |                       |                    |                                    |                                                      |
| 15                                                      | Щербачук Микола Іванович        | 05.11.2010            | середня            | позапартійний                      | ПЧ-5 Одеської залізниці, монтер колії                |